# The Shrike
The Shrike è un dramma di Joseph Kramm, debuttato a New York nel 1952. La produzione originale, prodotta, interpretata e diretta da José Ferrer, rimase in scena per 161 repliche e vinse il Premio Pulitzer per la drammaturgia. Nel 1955 Ferrer diresse e interpretò anche l'adattamento cinematografico, La figlia di Caino.